# Anomalorhiza shawi
Anomalorhiza shawi is een schijfkwal uit de familie Lychnorhizidae. De kwal komt uit het geslacht Anomalorhiza. Anomalorhiza shawi werd in 1921 voor het eerst wetenschappelijk beschreven door Light. 